# Maria sjukhus, Stockholm

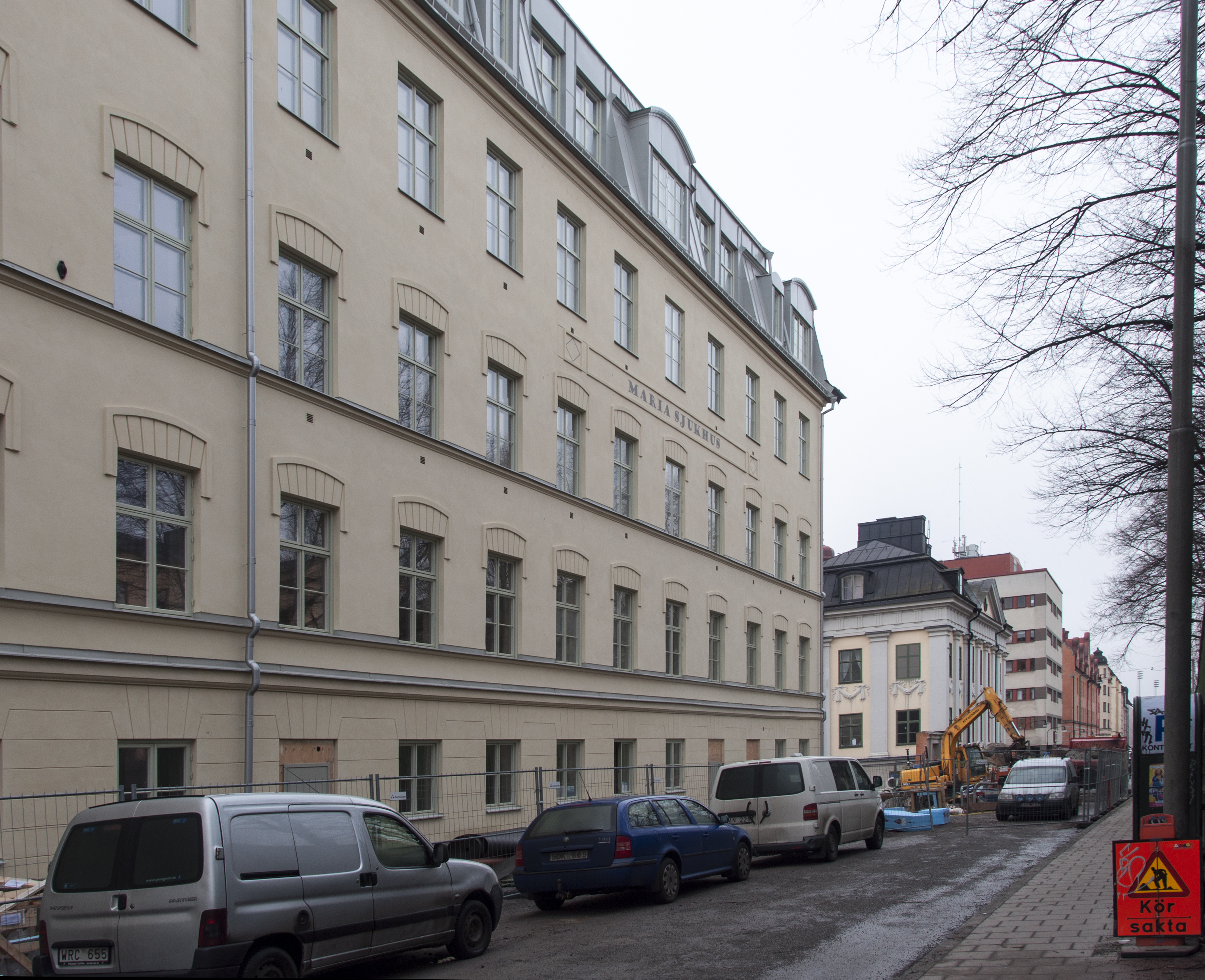
Gamla Maria sjukhus närmast, i bakgrunden syns Reenstiernas malmgård.

Maria sjukhus öppnades 1876 på Wollmar Yxkullsgatan 25 på Södermalm i Stockholm.

## Historik
Kärnan i den ursprungliga sjukhusanläggningen var Reenstiernas malmgård som uppfördes på 1660-talet för den holländska handelsmannen Jakob Momma (adlad Reenstierna). År 1874 inköptes hela den Reenstiernaska fastigheten med adresserna Wollmar Yxkullsgatan 21, 23, 25 och 27 av Stockholms Stads Sundhetsnämnd som led i en omdaning av Stockholms sjukhusväsen. 1876 öppnade Maria sjukhus med 125 vårdplatser i en gammal fabriksbyggnad från 1700-talet som tillhörde fastigheten.
Den ursprungliga sjukhusbyggnaden är idag ombyggd till lägenheter samt förskola och vård bedrivs istället i en nyare byggnad bredvid den gamla. Det som finns kvar av sjukhuset heter idag Capio Maria (tidigare Mariapolikliniken, "Mariapol" och tidigare även Maria beroendecentrum AB) och är ett sjukhus för vuxna med beroendeproblematik. Här finns en akutmottagning för beroendeproblematik öppen dygnet runt som dock inte har rätt att tvångsvårda patienter; dessa hänvisas istället till Beroendeakuten Stockholm på S:t Görans sjukhusområde. I Huset finns även två vårdcentraler (Capio Vårdcentral Södermalm, Söderdoktorn) samt kiropraktormottagningen Kiropraktor Stockholm MARIA.
Tidigare låg här även Maria ungdom som behandlar unga (under 20 år) med missbruksproblematik. Maria Ungdom ligger idag i anslutning till Sankt Görans sjukhus på Kungsholmen i Stockholm.  
På grund av en felbehandling 1936 avled fyra patienter vid Maria sjukhus. Efter detta fick sjukhuset en lag uppkallad efter sig, Lex Maria.